# Zmajska želva
Zmajska želva združuje dve od štirih nebeških živali(zmaj, feniks, tiger in želva) prakse Feng Shui. Kombinacija teh dveh živali ustvarja uravnovešeno mešanico zmajevih in želvinih dobrih lastnosti, to sta ambicioznost in modrost. Ta tradicionalno simbol najdemo v stari palači kot simbol miru, stalne vladavine v državi in dolgoživosti cesarja. To figuro najdemo tudi v domovih kot simbol višjega socialnega statusa, dolgega življenja in harmonije. 

## Opis zmajske želve
Ta legendarni kitjski simbol je prestavljen kot bitje z zmajevo glavo in želvjim telesom. Kot Feng Shui simbol sedi na postelji kovancev, v ustih ima kovanec, na hrbtu pa želvjega mladiča. Simbolne pomene zmaja je sreča, želve dolgo življenje, želvjega mladiča novi začetki, plodnost ali srečno potomstvo, kovanci pa predstavljajo denar, ki ga lahko pridobimo. Zmaj naj bi tudi prinašal dober veter v življenje in prinašal Ru Yi, ki je simbol moči, visokega statusa in uspeha.

## Zmajska želva in Feng Shui
Idealna postavitev te figure je severni ali vehodni predel prostora. Postavitev zmajske želve v domači prostor naj bi prinašal stanovalcem srečo, bogastvo in občutek varnosti, poleg tega pa udi varuje pred negativno energijo. Ne postavljajte pa tega simbola severno ali vzhodno neposredno pred vami, če gre za poslovne prostore. Bolje je, da je figura postavljena vzporedno z vašim stolom ali pravokotno desno za njim, kar pomeni podporo. Zmajska želva bo pritegnila blaginjo za vaše podjetje in izboljšala vaše odnose z ljudmi okoli vas. Za izboljšanje sreče v odnosih namestite kos rdečega traku v usta zmajske želve. Za izboljšanje blaginje zmenjajte rdeč trak z zlatim, če pa imate zdravstvene težave, uporabite kos modrega traku. Ne postavljajte tega simbola v kuhinjo ali kopalnico.